# Johann Bahr (Maler)

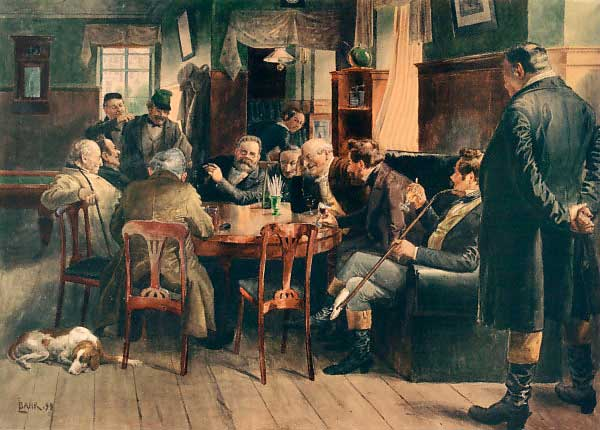
„Ick will jug vertellen!“. Fritz Reuters Stammtischrunde im Ratskeller Neubrandenburg (1899)

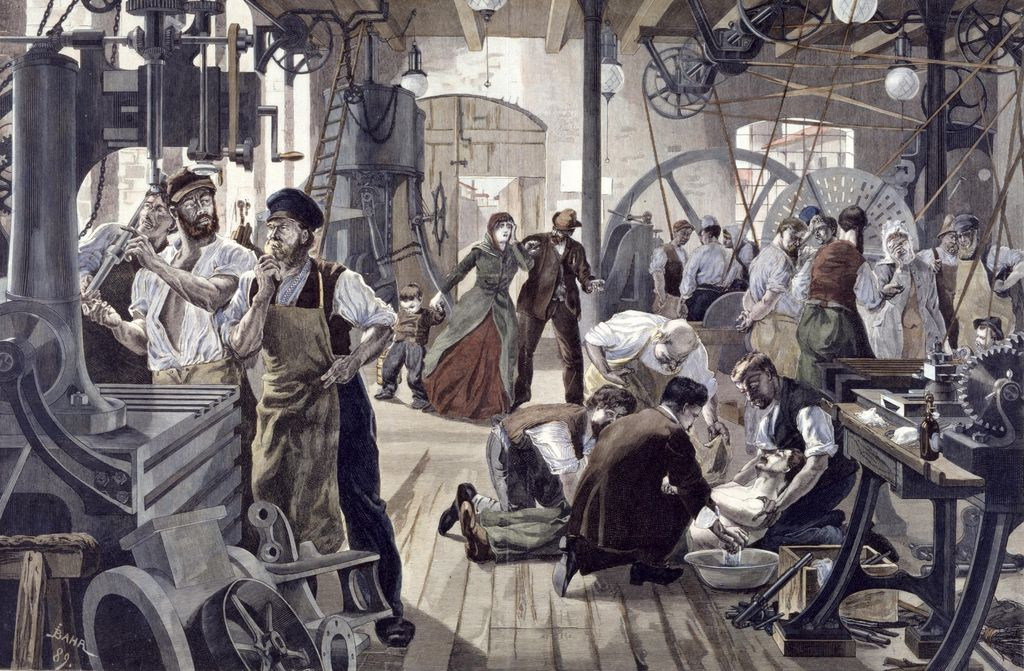
Unfall in einer Maschinenfabrik, Illustrirte Zeitung, 1889

Johann Georg  Bahr (* 22. Juni 1859 in Flensburg, Herzogtum Schleswig; † 7. Oktober 1929 in Berlin) war ein deutscher Maler und Karikaturist.

## Leben
Johann Bahr übte zunächst den Beruf eines Maschinenbauers aus. In Berlin besuchte er kurz die Kunstakademie und arbeitete dann in Friedenau als freischaffender Künstler. Er heiratete am 12. Mai 1891 in Berlin Johanna Altschwager (* 1864), jüngste Tochter eines Neubrandenburger Lederhändlers und Bürgers. Bahr wohnte zu der Zeit in der Handjerystraße 75. Seine Bilder, Bildgeschichten und Karikaturen veröffentlichte er in den Fliegenden Blättern, in den Lustigen Blättern und vielen illustrierten Zeitschriften von 1886 bis 1928. Im Jahr 1896 gründete er den Berufsverband der Illustratoren und wurde dessen Vorsitzender.

## Werke (Auswahl)
- Wilhelm Bölsche: Berliner Pflaster. Illustrierte Schilderungen aus dem Berliner Leben. Illustrationen Johann Bahr et al. Verlag von W. Pauli’s Nachf., Berlin 1894.
- Charles Dickens: Humor des Auslands. Ausgewählte Novellen und Skizzen. Illustrationen Johann Bahr. Buchverl. fürs Dt. Haus, Berlin 1908.
- (Mitarbeit): 130 lustige Streiche aus dem Tier- und Menschenreiche. Ein Volksbuch dt. Humors. Braun & Schneider, München 1931.
- Johann Bahr (Zeichnungen), Eduard Jürgensen (Verse): Kinderparadies: Ein großes Bilderbuch für Deutschlands Kinderwelt. Verlag Peter J. Oestergaard, Berlin-Schöneberg 1897.